# 柏楊
柏楊（1920年3月7日—2008年4月29日），满族，本名郭定生，報考高中時改名郭立邦，大學後又改名郭衣洞，另有筆名鄧克保。出生於河南省開封縣，籍貫為河南省輝縣。中華民國作家、中華民國總統府資政。
柏楊雖有許多歷史相關著作，但因不符合歷史學科規範，且不以歷史學術研究為目的，因此柏楊並非歷史學家，而是作家、思想家、歷史小說家或歷史評論家 。以《醜陋的中國人》而聞名。白色恐怖時期因政治案件繫獄近10年的柏楊相當關注自由、人權與尊嚴等議題，曾創立國際特赦組織台灣分會且擔任會長。

## 筆名
筆名來自柏楊在1960年中橫公路開通前夕前去採訪，卻意外受阻於花蓮縣秀林鄉衡山隧道西口的台灣原住民的「古柏楊」部落（Gbayang；現已遷至同縣萬榮鄉見晴村，稱新白楊部落）；另一個筆名則是鄧克保。

## 生平

### 早年
柏楊於1920年出生於中華民國河南開封。本名「郭定生」，1933年時因遭到繼母苛待，父親將他交給堂弟郭學澐帶回到輝縣老家，轉入輝縣小學。1934年考入百泉初中，1935年時因為反抗校長梁錫山而被開除。其父怕「郭定生」之名對他日後升學造成困擾，1936年替他取學名為「郭立邦」，並考取開封高級中學。1937年蘆溝橋事變，兵馬倥傯，投筆從戎，考入河南軍政幹部訓練班，又轉入青年幹部訓練班，並加入國民黨，1938年派任三民主義青年團豫北分團主任。但他一心一意繼續讀書，他曾用假證件考取甘肅學院（今蘭州大學）法律系，一年後被查出證件造假而被開除[3]。後來拾獲一張汪精衛政府「南京中央大學」的學生証，証主為「郭大同」，柏楊添筆將之 改為「郭衣洞」，遂轉入抗戰時遷徙到四川三臺縣的東北大學。
1939年其父病逝，同年與艾紹荷結婚，1940年女兒冬冬（郭素萍）出生。後在重慶與崔秀英同居並結婚，1946年共軍進攻河南省息縣時分散，和崔秀英育有一女毛毛（崔渝生）。
1946年東北大學政治系畢業，但1947年教育部清點汪精衛政權學生名冊，根本找不到「郭衣洞」之名，查出他使用假學歷證件，被教育部撤銷學位，並通令全國各大專院校，永遠開除學籍。之後他一方面擔任私立遼寧文法學院政治系副教授，一方面與友人在瀋陽創立 《大東日報》。1948年瀋陽被解放軍攻下，柏楊前往北平，1949年再轉往上海，之後又隨老師吳文義轉抵台灣。

### 來台早期
柏楊初抵台灣不久，以11月1日为官方生日，並考入臺灣省立屏東農業職業學校（今屏東科技大學）当人事室書記。1950年因為「私自收聽匪區廣播」而被判刑六月。出獄後，歷任教師等職。
1953年，與齊永培結婚，育有二子（郭本城、郭本垣）。1959年與齊永培仳離，與倪明華結婚，育有一女佳佳（郭本明）。
1950年代成為中國文藝協會會員。1954年在救國團任職；而柏楊於救國團任職後才開始寫作小說，而且小說都有相當的現實性與批判性。
1958年救國團時期與前妻倪明華認識、交往。據李敖在《李敖秘密談話錄：大江大海騙了你》乙書中稱：「柏楊在國民黨『中國青年反共救國團』偽組織裡做大將，是非常『得君行道』的顯赫人物...後來，因為辦救國團活動，假公濟私，誘姦女學生，罷官下台。」(參該書第109頁，2011年初版)。再與柏楊回憶錄提及當年與倪明華交往與前妻分開之經過：「一九五八年冬天，救國團在風景明媚的日月潭，舉辦...以大專學生為主的冬令營。就在這年會上，我認識了靜宜英語專科學校（後來改為靜宜大學）的學生倪明華」，交叉比對可知，李敖應指柏楊與倪明華(當時為學生，因生子而中斷學業)之關係。
1960年5月起，以筆名「柏楊」在《自立晚報》擔任《倚夢閒話》專欄作家，寫作的雜文對於現況有很嚴厲的批判。
1961年開始，在《自立晚報》以「鄧克保」為筆名所發表的《異域》，以報導文學手法，描述一支中華民國的忠貞軍隊，奉令撤退到滇緬泰邊區，與命運搏鬥、冀求反攻大陸的事跡。儘管故事中以虛構人物為主體，但主人翁們悲壯滄桑的血淚史觸動人心，且於泰國北境確實有中華民國軍人和子弟們苦澀求活，因此讀者們便以泰北孤軍稱此部隊。《異域》後來不但被拍成電影，還創下在台灣銷售達百萬冊的驚人數字，是一部成功的戰爭小說。

### 十年牢獄
1967年，柏楊代班主編《中華日報》家庭版時，該版以每週五天的篇幅刊載美國連環漫畫《大力水手》。1968年1月，柏楊因《大力水手》翻譯文中提及大力水手卜派父子流落至一個豐饒的小島而樂不思蜀，兩人要各自競選總統，撰寫競選文宣，柏楊部分翻譯遭中國國民黨中央委員會第四組（負責文化、宣傳相關業務）理解為對蔣中正與蔣經國父子的暗諷，函請臺灣警備總司令部並副知司法行政部調查局偵辦。後由時任國防部部長蔣經國與國家安全局局長周中峰於咸（精）寧會報指示，由司法行政部調查局、臺灣警備總司令部、臺北市警察局、國民黨中央委員會第六組組成清華專案偵辦，3月4日被捕，3月7日冠以「共產黨間諜」及「打擊國家領導中心」的罪名（柏楊大怒，故改以此日為官方生日），判處十二年有期徒刑，1969年起囚於臺北縣景美鎮（今新北市新店區）仁愛樓看守所。不過根據作家、時事評論家李敖的說法，《大力水手》是由一位女性僑生翻譯，柏楊只是照抄才出事情。
1969年倪明華提出離婚要求，結束十年的婚姻，柏楊在獄中絕食二十一天。
1972年跟台北其他政治犯一同解送到綠島感訓監獄。1975年，因蔣中正逝世，而減刑三分之一為八年有期徒刑。1976年刑滿後仍被留置於綠島感訓監獄，後來因為國際特赦組織等人權團體的要求才被釋放，共被囚禁九年又二十六天。
柏楊在獄中完成了《中國人史綱》、《中國帝王皇后親王公主世系錄》、《中國歷史年表》三部書稿。原本還有第四部《中國歷代官制》，因為參考書於1975年被官員搜去「保管」，所以只寫了一半。

### 退休
自從1994年進行心臟手術，接著一連串大病之後，柏楊的健康每況愈下。2000年5月20日接受中華民國總統陳水扁聘任為中華民國總統府國策顧問一職。2006年9月，因為年齡和健康的理由，宣佈封筆，不再在公眾場合露面和接受訪問。同月出版的《柏楊曰》大陸新版序成為其封筆之作。
2006年，柏楊同意將56箱、共計11,745件文獻、文物捐贈予北京中國現代文學館，並於2007年2月6日舉行「柏楊捐贈文獻文物入藏新聞發布會」正式移交。另外，柏楊亦為國立臺南大學首位榮譽博士，南大柏楊文物館亦於2007年6月27日開幕，包括1949年抵台後的重要証書、結婚証書、資治通鑑手稿、校對稿、雜文手稿等，係3月31日捐贈予校方，與北京的藏量等量。
柏楊於2008年2月24日因肺炎併呼吸衰竭住進醫院，2008年4月29日凌晨1點12分在台灣新店耕莘醫院病逝，享壽88歲。
2008年5月17日，依其遺願海葬，家屬將柏楊骨灰撒入綠島海域，另留部分骨灰擇日帶回中國大陸安葬，经过遗孀张香华的努力，柏杨部分骨灰于2010年9月12日被安葬在故乡河南新郑的福寿园陵园。
中華民國政府通過總統頒佈褒揚令給予褒揚，褒揚令原文為：
|  | 總統府前資政、人權作家柏楊（郭衣洞），襟抱雄肆，邃學通朗。少歲顛沛困頓，奮志砥行，卒業國立東北大學。歲月崢嶸，輾轉來臺，潛心文史哲學撰述，致力人權教育推展，析論諤諤，風骨崚崚；淑世教化，深植人心。其創作立意精闢嚴謹，筆觸機鋒遒健，萬象森羅，益臻化境。復籌建綠島人權紀念碑，參與社會公益事務；暢申自由民主，堅持人道關懷，建白履仁，清望夙標。曾獲頒促進中國民主傑出人士獎、國際桂冠詩人獎、第九屆全球中華文化藝術薪傳獎、行政院文化獎、二等卿雲勳章暨國立臺南大學名譽教育學博士等殊榮，士林楷模，藝苑瑰寶。綜其生平，憂時憂國，貞固見其誠悃；遺風遺緒，德言成其懋勛，明並日月，典範昭垂。惟哲人已遠，悼惜罔極，應予明令褒揚，用示政府崇禮耆碩之至意。 總 統 陳水扁 行政院院長 張俊雄 |

## 宗教信仰
柏楊是基督敎徒。1942年，他身處於偃師，在進入一座防空洞躲避空襲時，他遇到一位拿着《聖經》的中年婦女，她在祈求耶穌基督賜給在防空洞裏的這兩個人 平安。在確認這個中年婦女是幫柏楊和自己祈禱之後，當時柏楊的反應是貶低她的宗教信仰。
十幾年後，他已從大陸到台灣，某個星期天，他在新竹見到一群基督敎徒，每個拿著《聖經》的中年婦女，都好像當年在防空洞裏 那位向柏楊傳福音的婦女，他不由自主地隨著她們走進教堂。從此開始參與聚會並成為基督敎徒。
柏楊後來曾加入更正教當中的安息日會，甚至在國際青年歸主協會函授學校擔任過函授教師，與台北仁愛路浸信會會內的齊永培女士有過一段婚姻。
「基督敎給我的裨益太多。」柏楊如此説。2008年5月14日15時，柏楊的安息追思會在台北市台灣基督長老教會濟南教會舉行。

## 作品
柏楊最著名的書籍《醜陋的中國人》受到中國人廣泛的爭議，但經久不衰，備受推崇。柏楊一生著作不輟，平生有十年小說、十年雜文、十年牢獄、五年專欄、十年通鑑等歷程，此外還有古典詩、報導文學及其他散文，共完成《柏楊全集》等文學、歷史、思想著作100餘冊、黃金時代。

## 荣誉

### 中华民国勋章奖章
- 二等卿云勋章（2004年10月15日于台北总统府颁授[14]）

## 評價

### 正面評價
- 柏楊的朋友、物理學家孫觀漢說：「每個人差不多都知道自己可自豪的一面，但是柏楊使我了解我醜陋的一面，而最使我驚奇而傷心的是這種可怕的醜陋，竟不是我一人所獨佔，而是十億同胞所共有的。」
- 中國現代文學館館長陳建功評價柏楊是「當代文學史上的奇跡」。
- 臺灣遠流出版公司董事長王榮文說：「我們常常抱怨社會混亂，柏老卻能永葆信心。因為他從歷史角度看待問題，有時候比我們年輕人還樂觀。」
- 作家聶華苓曾評價柏楊小說和雜文有一個共同點，「在冷嘲熱諷之中，蘊藏著深厚的『愛』和『情』。」
- 學者陳曉明回憶指出，「想要走向現代化之路，就要批判傳統，柏楊對傳統思想文化的批判精神和態度，很大程度上影響了我們，成為一種很經典的認知，在青年知識分子中影響很大。」同時評價柏楊是一個中國歷史文化的批判者，「他對中國歷史文化『愛之彌深，恨之愈切』，只有對傳統文化非常關切、對中國人懷有非常高的期望，他才會批判、揭示它的問題所在」。
- 大陆鱼类学家李思忠（柏楊在河南辉县百泉中学的同学、好友）认为：“（柏楊）聰明，文筆好，……愛國、熱誠，經歷曲折，具有中國近代20世紀很多知識份子的特徵。”[15]

### 中立評價
- 柏楊的妻子張香華表示她認為丈夫的小説很糟糕、 其雜文比小説好，但《中國人史綱》和《柏楊版通鑒記事》則寫得很好，原因是很有開創性、 所用的文體和雜文完全不同。

### 負面評價
- 著名作家李敖曾經多次批評柏楊、聲稱他是「無知的國民黨作家」[16]。
- 2018年3月22日，社評人彭振宣在撰文批評李敖時 提及柏楊的作品常會出現的問題：「相反的一個例子，是有陣子在台灣社會時常被拿來跟李敖並稱的柏楊。柏楊晚年潛心翻譯《資治通鑑》，在翻譯的過程中對史事有些心得的時候，會寫作《柏楊曰》。但柏楊的史論時常被學術界詬病的地方，就在於柏楊拿的往往是當代社會的自由、民主、人權等價值標準，去衡量古人作為的得失。這一點往往會被批評，柏楊拿古人根本沒有的觀念來苛責古人，是對古人不夠尊重。」[17]

## 紀念

### 專書
以下為以柏楊為研究對象的專書：
- 《這個人·這個島——柏楊人權感恩之旅》遠流實用歷史館編 ISBN 9579895759
- 《柏楊和我》（梁上元編，梁上元等著，星光出版社出版）
- 《柏楊的冤狱》（孙观汉编著，香港文艺出版社）
- 《挣扎—柏楊小说论析》（李瑞腾著，台北汉光文艺）
- 《柏楊评传》（雷锐著，中国友谊出版公司）
- 《柏楊传》（古继堂著，北京 作家出版社）
- 《柏楊传》（韩斌著，广州 花城出版社）
- 《一个作家触怒两个中国》（台北星光出版社）
- 《國家不幸詩家幸》〈黃守誠著，遠流出版社〉
- 《评柏楊》（香港 明报出版社）
- 《都是丑陋中国人惹的祸》（北京 华侨出版公司）
- 《海峡两岸话通鉴》
- 《七十年代论战柏楊》（姚立民等著，台北四季出版公司）
- 沈超群著，《柏楊與柏楊傳─從新聞評議到白色恐怖的探討》（台北：東吳大學歷史研究所碩士論文，2006年）。
- 《背影--我的父親柏楊》〈郭本城著，2014年遠流出版社、2016年廣西師範大學出版社〉
- 《飛鴻印雪》〈郭本城著，2021年景芸文化公司〉

### 展覽
- 國立臺南大學柏楊文物館

### 柏楊紀念特輯
| 出版日期  | 書名                   | 作者／編者 | 出版社     | 頁數 | 備註 |
| --------- | ---------------------- | ---------- | ---------- | ---- | --- |
| 1984年1月 | 《柏楊六十五》         | 編輯部編   | －         |      | 全名為《柏楊六十五－一個早起的蟲兒》，由時報出版公司、星光出版社、學英文化公司、歐語出版社及遠流出版公司聯合出版。                                                                 |
| 1993年3月 | 《歷史走廊──十年柏楊》 | 編委會編   | 太川出版社 |      | 由柏楊日編委會主編。出版目的是為慶祝《柏楊版資治通鑑》全部完成。內附1983年至1993年十年間（實際為九年半），中華民國（台灣）國內外報章雜誌關於柏楊及其著作《柏楊版資治通鑑》的報導。 |

### 一般參考
- 郭衣洞叛亂案調查報告 監察院093國調0002 （页面存档备份，存于）, 監察院, 民國93年5月
- 「不為君王唱讚歌，只為蒼生說人話」──人權作家柏楊辭世, 台灣光華雜誌, 2008年6月
- 為柏楊生命補白：信仰黨團時期的郭衣洞 （页面存档备份，存于） 文：習賢德
- 沈超群，《柏楊與柏楊傳─從新聞評議到白色恐怖的探討》，台北：東吳大學歷史研究所碩士論文，2006年。
- 沈超群，〈柏楊的寫作與思想脈絡〉，《傳記文學》，94：27-42，台北：傳記文學出版社，2009年6月。

## 外部連結
- 遠流博識網的柏楊介紹 （页面存档备份，存于）
- 台作家柏杨捐赠文献文物正式入藏中国现代文学馆 （页面存档备份，存于），中新社2007年2月6日
- 國立臺南大學柏楊文物館 （页面存档备份，存于）
- 柏楊全集數位化知識庫與全文標示處理
- 國立臺灣大學圖書館專題書單 - 當代中文作家系列 - 柏楊[永久]